# Poveljstvo zračnega boja Združenih držav Amerike
Poveljstvo zračnega boja Združenih držav Amerike (angleško Air Combat Command; ACC) je poveljstvo, ki zagotavlja Strateške sile ZDA za zračno obrambo in bojne enote Vojnega letalstva ZDA za hitro razporeditev.
Sedež poveljstva je v AFB Langley (Virginija, ZDA).